# Liste der Kardinaldiakone von Santi Vito, Modesto e Crescenzia
Folgende Kardinäle waren Kardinaldiakone von Santi Vito, Modesto e Crescenzia:
- Leone dei Conti di Marsi OSB (1088–1101)
- Leone (o Leonas) OSB (1115–1116)
- Amico iuniore OSB  (1116–1120)
- Gregorio (1120–1130)
- Lucio Boezio OSBVall (1130 oder 1134–1138)
- Gregorio (1152–1159)
- Rinaldo Brancaccio (1385–1427)
- Giacopo Antonio Venier (1473–1476)
- vakant (1476–1480)
- Giovanni Battista Savelli (1480–circa 1483)
- Ascanio Maria Sforza de’ Visconti (1484–1505)
- Carlo Domenico del Carretto (1505–1507)
- vakant (1507–1517)
- Niccolò Ridolfi (1517–1534)
- Guidascanio Sforza (1534–1540)
- Reginald Pole (1540)
- vakant (1540–1545)
- Niccolò Gaddi (1545–1550)
- vakant (1550–1555)
- Carlo Carafa (1555–1560)
- Carlo Borromeo (1560)
- vakant (1560–1565)
- Carlo Visconti (1565)
- Guido Luca Ferrero (1566–1585)
- Ascanio Colonna (1587–1588)
- vakant (1588–1599)
- Bonviso Bonvisi (1599)
- vakant (1599–1626)
- Lelio Biscia (1626–1633)
- Benedetto Ubaldi (1634–1644)
- Federico Sforza (1645–1656)
- vakant (1656–1660)
- Francesco Maria Mancini (1660–1670)
- Giovanni VII. Dolfin Kardinalpriester pro hac vice (1670–1699)
- vakant (1699–1715)
- Fabio Olivieri (1715–1738)
- Carlo Maria Marini (1738–1739)
- vakant (1739–1744)
- Domenico Orsini d’Aragona (1744–1753)
- Giuseppe Livizzani Mulazzini (1753–1754)
- Luigi Maria Torregiani (1754–1765)
- Andrea Negroni (1765–1779)
- vakant (1779–1843)
- Giovanni Serafini (1843–1846)
- vakant (1846–1853)
- Vincenzo Santucci (1853–1854)
- Gaspare Grasselini CO (1856–1867)
- Edoardo Borromeo (1868–1878)
- vakant (1878–1885)
- Carlo Cristofori (1885–1891)
- Vacante (1891–1901)
- Francesco di Paola Cassetta in commendam (1901–1919)
- vakant (1919–1936)
- Eugène-Gabriel-Gervais-Laurent Tisserant (1936–1937), Kardinalpriester pro hac vice (1937–1939)
- vakant (1939–1958)
- José María Bueno y Monreal Kardinalpriester pro hac vice (1958–1987)
- vakant (1987–2007)
- Umberto Betti (2007–2009)
- Giuseppe Bertello (seit 2012) (seit 4. März 2022 Kardinalpriester pro hac vice)